# Esercito del Sacro Jihad

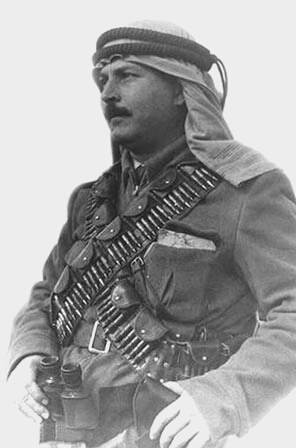
ʿAbd al-Qādir al-Husaynī

L'Esercito del Sacro Jihad o - assai impropriamente - Esercito della Guerra Santa (Jaysh al-Jihad al-Muqaddas) - è stato un gruppo paramilitare palestinese impegnato nella guerra arabo-israeliana del 1948. Gli storici lo descrivono come l'esercito "personale" della famiglia al-Husayni.
ʿAbd al-Qādir al-Husaynī arrivò nel settore di Gerusalemme nel dicembre 1947 con circa un centinaio di uomini. Stabilì il proprio quartier generale a Bir Zeit e cominciò a reclutare volontari per organizzare l'assedio di Gerusalemme attaccando i convogli ebraici che portavano rifornimenti alla Città Santa. Con un migliaio di uomini, Hasan Salama assunse la responsabilità delle operazioni nei settori di Lidda e Ramla, all'imbocco della strada Tel-Aviv-Gerusalemme.
Dopo la morte di ʿAbd al-Qādir al-Husaynī l'8 aprile 1948, il Hajji Amin al-Husayni affidò il suo comando a Emil Ghuri